# کاسنیگو
کاسنیگو (به ایتالیایی: Casnigo) یک کومونه در ایتالیا است که در استان برگامو واقع شده‌است.

## خصوصیات
کاسنیگو ۴۹٫۵ کیلومترمربع مساحت و ۳٬۳۴۶ نفر جمعیت دارد و ۵۱۴ متر بالاتر از سطح دریا واقع شده‌است.